# Појана Ракицелиј (Хунедоара)
Појана Ракицелиј (рум. Poiana Răchițelii) насеље је у Румунији у округу Хунедоара у општини Чербал. Oпштина се налази на надморској висини од 1065 m.

## Становништво
Према подацима из 2002. године у насељу је живело 165 становника, од којих су сви румунске националности.